# Biton striatus bidentatus
Biton striatus bidentatus es una subespecie de arácnido  del orden Solifugae de la familia Daesiidae.

## Distribución geográfica
Se encuentra en Namibia.